# Exoprosopa perpulchra
Exoprosopa perpulchra är en tvåvingeart som beskrevs av Mario Bezzi 1921. Exoprosopa perpulchra ingår i släktet Exoprosopa och familjen svävflugor. Inga underarter finns listade i Catalogue of Life.